# Donald Morrison (hors-la-loi)
Pour les articles homonymes, voir Donald Morrison.
Donald Morrison (né le 15 mars 1858 et mort le 19 juin 1894) est un criminel canadien du Québec devenu héros populaire. 
Morrison était le fils d’immigrants écossais venus de Lewis, dans les Hébrides extérieures, et installés à Red Mountain, dans le canton de Lingwick. À l’âge de 20 ans, il part pour l’Ouest canadien et les États-Unis, où il apprend le métier de cow-boy. L’argent qu’il gagne aide son père, Murdo, à payer la ferme familiale. 
Cependant, son père avait hypothéqué la propriété auprès d'un officier militaire, Malcolm MacAulay, qui avait abusé de son analphabétisme et l’en avait expulsé. À son retour, Morrison embauche les services d’un avocat et essaye de récupérer la ferme, mais elle était vendue, et les Morrison sont évincés. Morrison harcèle les nouveaux propriétaires et, quand la grange brûle, on jette le blâme sur lui, et un mandat d’arrêt est décerné. 
Une longue chasse à l’homme s'ensuit. Pour procéder à l’arrestation, on fait appel à l’Américain Jack Warren, constable spécial à la moralité douteuse et contrebandier de whisky. Warren se vante qu’il pourra dépasser Morrison au tir, mais au moment du duel, il est blessé mortellement. 
On poursuit Morrison dans les forêts du lac Mégantic de juin 1888 à avril 1889. Il reste introuvable pendant dix mois. Il se cache la plupart du temps chez des sympathisants de la communauté de Scotstown. À certains moments, les détectives venus spécialement de Montréal et de Québec l’ont sous le nez, mais il garde un tel sang-froid que jamais ils ne soupçonnent sa présence.  
Finalement, une trêve est conclue, mais on embusque Morrison et on l’arrête. Il est arrêté par le détective privé Silas Huntington Carpenter. Il est jugé à Sherbrooke, où Edward Towle Brooks le condamne à 18 ans de travaux forcés pour homicide involontaire, même s’il avait agi en légitime défense lors du duel. Privé de sa liberté, il perd l'appétit et contracte la tuberculose. À la suite d'une pétition, le ministre de la Justice autorise sa libération en juin 1894 et il meurt quatre heures plus tard à l'Hôpital Royal Victoria. Il est enterré au cimetière Gisla, près de Milan, au Québec.

## Culture populaire
La Fête des Écossais, célébrée chaque été à Milan, commémore Morrison et tous les colons écossais qui se sont établis dans la région du lac Mégantic. 
L’histoire de Morrison a été romancée dans The Canadian Outlaw (1892) d’Oscar Dhu, Donald Morrison: The Megantic Outlaw (1948) de Henry G. Kidd et The Outlaw of Megantic (1973) de Bernard Epps. 
La vie de Morrison est également le sujet d’un album concept en langue gaélique écossaise de Calum Martin intitulé The Megantic Outlaw - A Gaelic Legend (2007).

## Photos

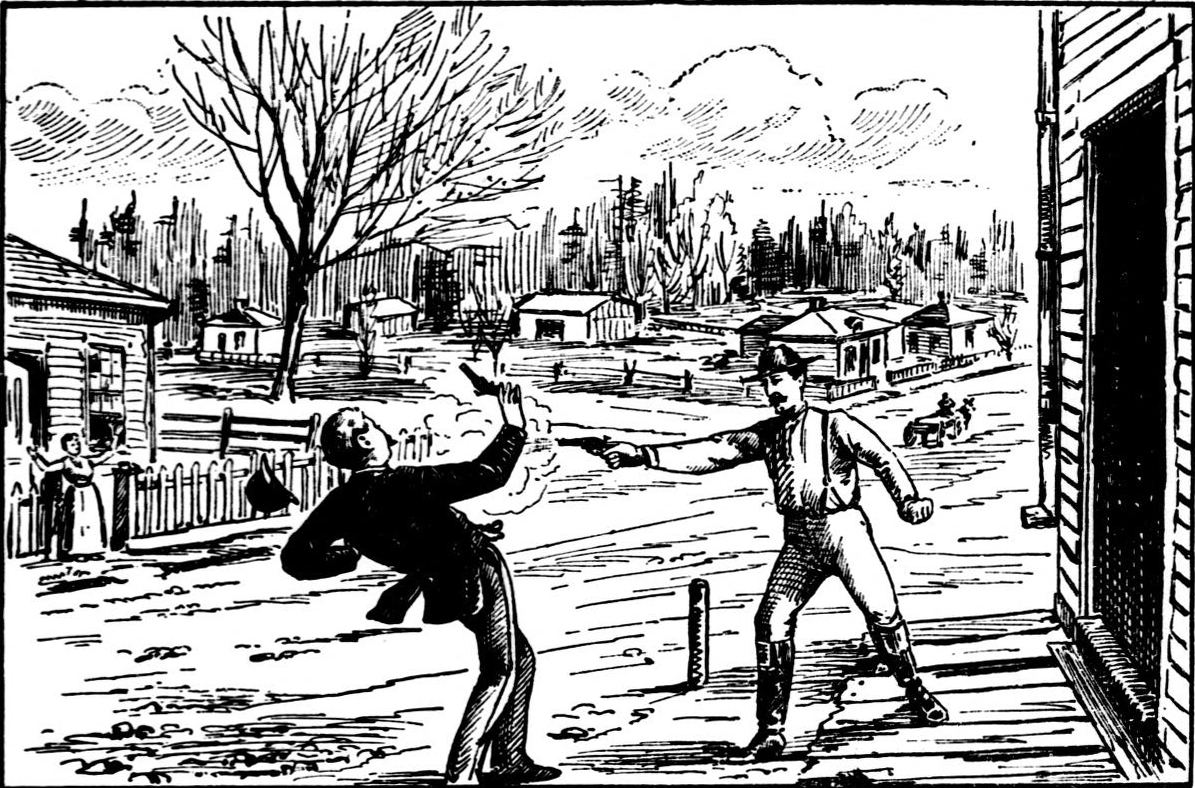
Morrison affrontant le constable spécial Warren.
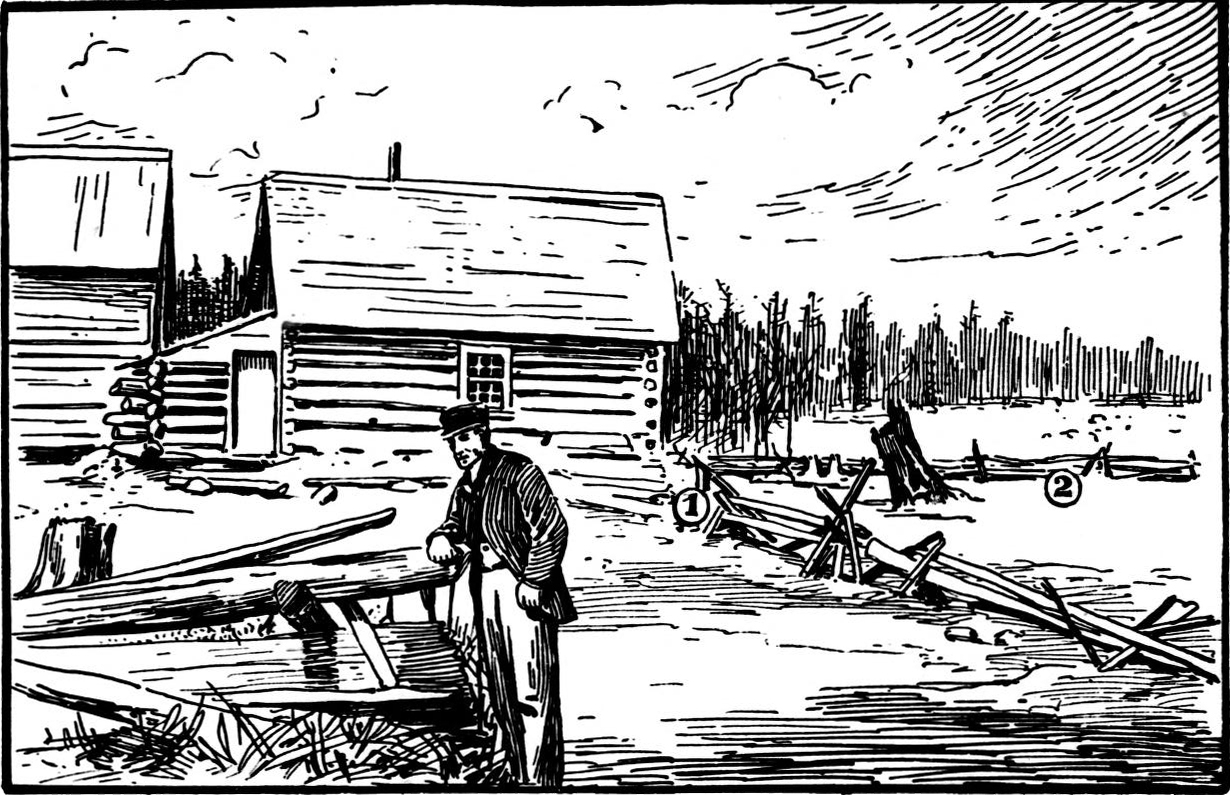
Scène au moment de l'arrestation de Morrison.